# Hymenophyllum treubii
Hymenophyllum treubii är en hinnbräkenväxtart som beskrevs av Marian Raciborski. Hymenophyllum treubii ingår i släktet Hymenophyllum och familjen Hymenophyllaceae. Inga underarter finns listade.